# Paolo Castellini
Paolo Castellini (Brescia, 25 maart 1979) is een Italiaans betaald voetballer die als verdediger speelt bij AS Roma, dat hem voor een seizoen gehuurd heeft van Parma.
Hij verruilde in 2006 Real Betis voor Parma FC. Daarvoor speelde hij voor onder meer Torino FC en US Cremonese, waar hij doorstootte vanuit de jeugdopleiding. Hij dwong in het seizoen 2000/01 met Torino promotie af naar de Serie A.
Castellini speelde acht wedstrijden voor de Italiaanse U-20 (1998-2000) en negen voor de U-21 (2001-2002).
1 Andrenacci ·
3 Huard ·
4 Adorni ·
5 Van de Looi ·
6 Fares ·
7 Birkir ·
8 Ndoj ·
9 Bianchi ·
11 Moncini ·
12 Lezzerini ·
14 Mangraviti ·  
15 Cistana ·  
16 Rivieira ·
18 Jallow ·
19 Tonini ·
20 Nuamah ·
21 Fogliata ·
22 Cortese ·
23 Galazzi ·
24 Dickmann ·
25 Bisoli  ·
26 Bertagnoli ·
27 Olzer ·
29 Borrelli ·
30 Pace ·
32 Papetti ·
39 Besaggio ·
Coach: Gastaldello